# Спасо-Преображенський собор (Шадрінськ)

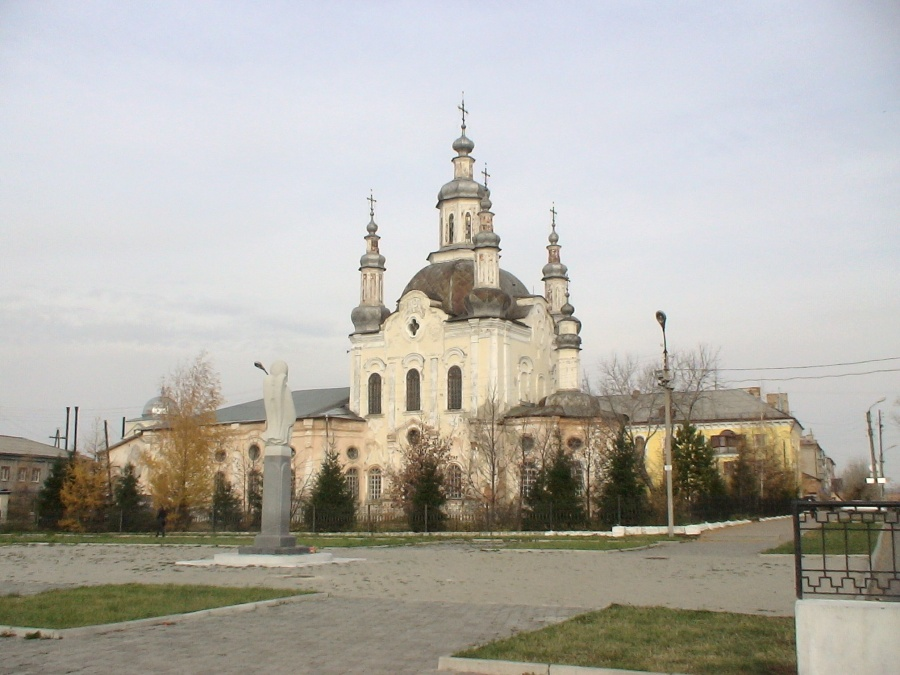
Спасо-Преображенський собор

Спасо-Преображенський собор — православний собор Курганської та Шадринської єпархії Російської православної церкви, перша кам'яна споруда міста Шадринська.

## Історія
Собор закладено у 1771 з благословення єпископа Тобольського Варлаама. Будівництвом керував настоятель Успенського Далматовском монастиря ігумен Адам Аркудинський. Будівництво собору велося у два етапи: кінець XVIII століття — будуються будівлі храмів, у 1820–1821 — дзвіниця.
Архітектурний ансамбль собору, що складається з головного храму, апсиди, храму і дзвіниці (нині втраченої), мистецтвознавці відносять до українського бароко з домішками інших стилів.
У першій половині XIX століття до собору з заходу була прибудована дзвіниця. Дзвіниця являла собою великий триярусний обсяг, шпильове завершення якого несло риси високого класицизму.
У третій чверті XIX століття північного та південного боку дзвіниці були прибудовані дві кімнати для розміщення в них ризниці і приміщення для сторожів, при цьому паперть, що знаходиться із західного боку дзвіниці, була звернена в притвор.
У 1903 у до північної та південної стороні цього притвору було зведено кам'яні прибудуй для канцелярії, архів, бібліотеки і ризниці і збудований портик головного (західного) входу, який до того ж виконував функції паперті.
У 1867 у професор живопису Є. С. Сорокін за рекомендацією  Ф. А. Броннікова виконав живопис для іконостасу собору. Були написані десять образів. Ця робота велася за дорученням Шадринського купця А Г. Шишкіна. Різьблення іконостас а відрізнялася великою пишністю.
У 1889 у художник Павло Нікулін зобразив в западинах стін угодників Божих, розписав колони в колір мармуру. У цьому ж році на кошти купця М. Сосніна були виконані іконостаси бокові вівтарів. Ікони нижнього ряду цих іконостасів були одягнені в срібні позолочені з камінням ризи. Пожертвувані вони були багатими купцями Шадринска Сосніних і Жирякова.
У 1907 у московський художник В. І. Звездин виконав мальовничі роботи всередині головного купола. Навколишні храму вулиці Шадринска були названі на честь церковних престолів: Преображенська, Михайлівська, Петропавлівська.
У 1929–1970 рр. собор зазнав значних змін: були зруйновані дзвіниця, портали головного і бічних входів, огорожу і каплиці собору. Водночас зовнішні стіни бічних прибудов і притвору було надбудовано до рівня карниза трапезної, внаслідок чого змінилася і конструкція даху вхідної групи собору